# Hurst (Berkshire)
Hurst é um vilarejo localizado no condado inglês de Berkshire. Constitui uma freguesia.
.